# Xã Steiber, Quận Burleigh, Bắc Dakota
Xã Steiber (tiếng Anh: Steiber Township) là một xã thuộc quận Burleigh, tiểu bang Bắc Dakota, Hoa Kỳ. Năm 2010, dân số của xã này là 25 người.